# Pontiac Montana
Montana je veliki jednovolumen dosad proizveden u dvije generacije, a od 1997. ga isključivo na sjevernoameričkom tržištu prodaje General Motorsova marka Pontiac.
Prva generacija je izgled i platformu dijelila s ostalim koncernovim velikim minivanovima Chevrolet Venture, Oldsmobile Silhouette i Opel Sintra, a u početku se prodavala pod nazivom Trans Sport, kojeg je nosio i njezin prethodnik, dok je Montana bio samo naziv razine opreme. No, 1999. to ime se počelo koristiti kao naziv modela.
Montana druge generacije uvedena je na tržište 2005., a izgled i platformu dijeli s modelima Buick Terraza, Chevrolet Uplander i Saturn Relay. Opremljena je 3.5-litrenim motorom sa šest cilindara i 200 KS, a proizvodi se u okolici Atlante u saveznoj državi Georgiji.